# Olympische Sommerspiele 2008/Schwimmen – 100 m Brust (Frauen)
Der Wettbewerb über 100 Meter Brust der Frauen bei den Olympischen Spielen 2008 in Peking wurde vom 10. bis 12. August 2008 im Nationalen Schwimmzentrum Peking ausgetragen. 49 Athletinnen nahmen daran teil. 
Es fanden sieben Vorläufe statt. Die 16 schnellsten Schwimmerinnen aller Vorläufe qualifizierten sich für die zwei Halbfinals, die am nächsten Tag ausgetragen wurden. Für das Finale qualifizierten sich die acht zeitschnellsten Schwimmerinnen beider Halbfinals.

## Rekorde
Vor Beginn der Olympischen Spiele waren folgende Rekorde gültig.
| Weltrekord         | Leisel Jones ( Australien)         | 1:05,09 min | Melbourne, Australien | 20. März 2006   |
| Olympischer Rekord | Luo Xuejuan ( Volksrepublik China) | 1:06,64 min | Athen, Griechenland   | 16. August 2004 |

Während der Olympischen Spiele wurde folgender Rekord gebrochen:
| Olympischer Rekord | Leisel Jones | 1:05,17 min | Peking, Volksrepublik China | 12. August 2008 |

## Titelträger
| Olympiasieger | Luo Xuejuan ( Volksrepublik China) | 1:06,64 min | Athen 2004     |
| Weltmeister   | Leisel Jones ( Australien)         | 1:05,72 min | Melbourne 2007 |
| Europameister | Mirna Jukić ( Österreich)          | 1:08,18 min | Eindhoven 2008 |

## Vorlauf

### Vorlauf 1
| Platz | Name           | Nation   | Zeit        | Anmerkung |
| ----- | -------------- | -------- | ----------- | --------- |
| 1     | Asmahan Farhat | Libyen   | 1:21,68 min |           |
| 2     | Ana Salnikowa  | Georgien | 1:21,70 min |           |
| 3     | Mariam Keita   | Mali     | 1:24,26 min |           |

### Vorlauf 2
| Platz | Name                | Nation        | Zeit        | Anmerkung |
| ----- | ------------------- | ------------- | ----------- | --------- |
| 1     | Jekaterina Sadownik | Kasachstan    | 1:11,14 min |           |
| 2     | Valeria Silva       | Peru          | 1:11,64 min | NR        |
| 3     | Danielle Beaubrun   | St. Lucia     | 1:12,85 min |           |
| 4     | Mayumi Raheem       | Sri Lanka     | 1:15,33 min |           |
| 5     | Nibal Yamout        | Libanon       | 1:16,17 min | NR        |
| 6     | Oksana Hatamkhanova | Aserbaidschan | 1:20,22 min |           |

### Vorlauf 3
| Platz | Name                    | Nation      | Zeit        | Anmerkung |
| ----- | ----------------------- | ----------- | ----------- | --------- |
| 1     | Sara El Bekri           | Marokko     | 1:08,66 min |           |
| 2     | Adriana Marmolejo       | Mexiko      | 1:10,73 min | NR        |
| 3     | Smiljana Marinović      | Kroatien    | 1:10,94 min |           |
| 4     | Liliana Guiscardo       | Argentinien | 1:11,43 min |           |
| 5     | Tatiane Sakemi          | Brasilien   | 1:11,75 min |           |
| 6     | Erla Dögg Haraldsdóttir | Island      | 1:11,78 min |           |
| 7     | Réka Pecz               | Ungarn      | 1:12,17 min |           |
| 8     | Nađa Higl               | Serbien     | 1:13,19 min |           |

### Vorlauf 4
| Platz | Name                  | Nation       | Zeit        | Anmerkung |
| ----- | --------------------- | ------------ | ----------- | --------- |
| 1     | Roberta Panara        | Italien      | 1:08,90 min |           |
| 2     | Jung Seul-ki          | Südkorea     | 1:09,26 min |           |
| 3     | Diana Gomes           | Portugal     | 1:10,02 min |           |
| 4     | Ina Kapischyna        | Belarus      | 1:10,15 min |           |
| 5     | Dilara Buse Günaydın  | Türkei       | 1:10,45 min |           |
| 6     | Angeliki Exarchou     | Griechenland | 1:10,47 min |           |
| 7     | Nicolette Teo         | Singapur     | 1:10,76 min |           |
| 8     | Jolijn van Valkengoed | Niederlande  | 1:11,26 min |           |

### Vorlauf 5
| Platz | Name              | Nation             | Zeit        | Anmerkung |
| ----- | ----------------- | ------------------ | ----------- | --------- |
| 1     | Mirna Jukić       | Österreich         | 1:07,06 min |           |
| 2     | Rebecca Soni      | Vereinigte Staaten | 1:07,44 min |           |
| 3     | Jillian Tyler     | Kanada             | 1:08,13 min |           |
| 4     | Chen Huijia       | China              | 1:08,24 min |           |
| 5     | Annamay Pierse    | Kanada             | 1:08,25 min |           |
| 6     | Asami Kitagawa    | Japan              | 1:08,36 min |           |
| 7     | Hanna Chlistunowa | Ukraine            | 1:09,95 min |           |
| 8     | Sophie de Ronchi  | Frankreich         | 1:10,46 min |           |

### Vorlauf 6
| Platz | Name            | Nation         | Zeit        | Anmerkung |
| ----- | --------------- | -------------- | ----------- | --------- |
| 1     | Sun Ye          | China          | 1:07,81 min |           |
| 2     | Tarnee White    | Australien     | 1:07,83 min |           |
| 3     | Kate Haywood    | Großbritannien | 1:08,18 min |           |
| 4     | Kirsty Balfour  | Großbritannien | 1:08,30 min |           |
| 5     | Megumi Taneda   | Japan          | 1:08,45 min |           |
| 6     | Sarah Poewe     | Deutschland    | 1:08,69 min |           |
| 7     | Hanna Westrin   | Schweden       | 1:08,80 min |           |
| 8     | Julija Pidlisna | Ukraine        | 1:09,72 min |           |

### Vorlauf 7
| Platz | Name              | Nation             | Zeit        | Anmerkung |
| ----- | ----------------- | ------------------ | ----------- | --------- |
| 1     | Leisel Jones      | Australien         | 1:05,64 min | OR        |
| 2     | Julija Jefimowa   | Russland           | 1:06,08 min | ER        |
| 3     | Suzaan van Biljon | Südafrika          | 1:07,55 min |           |
| 4     | Joline Höstman    | Schweden           | 1:07,91 min |           |
| 5     | Megan Jendrick    | Vereinigte Staaten | 1:08,07 min |           |
| 6     | Elise Matthysen   | Belgien            | 1:08,37 min | NR        |
| 7     | Jelena Bogomasowa | Russland           | 1:08,63 min |           |
| 8     | Sonja Schöber     | Deutschland        | 1:11,36 min |           |

## Halbfinale

### Lauf 1
| Platz | Name            | Nation             | Zeit        | Anmerkung |
| ----- | --------------- | ------------------ | ----------- | --------- |
| 1     | Rebecca Soni    | Vereinigte Staaten | 1:07,07 min |           |
| 2     | Julija Jefimowa | Russland           | 1:07,50 min |           |
| 3     | Sun Ye          | China              | 1:07,72 min |           |
| 4     | Joline Höstman  | Schweden           | 1:08,26 min |           |
| 5     | Chen Huijia     | China              | 1:08,60 min |           |
| 6     | Jillian Tyler   | Kanada             | 1:09,00 min |           |
| 6     | Elise Matthysen | Belgien            | 1:09,00 min |           |
| 8     | Kirsty Balfour  | Großbritannien     | 1:09,23 min |           |

### Lauf 2
| Platz | Name              | Nation             | Zeit        | Anmerkung |
| ----- | ----------------- | ------------------ | ----------- | --------- |
| 1     | Leisel Jones      | Australien         | 1:05,80 min |           |
| 2     | Mirna Jukić       | Österreich         | 1:07,27 min |           |
| 3     | Tarnee White      | Australien         | 1:07,48 min |           |
| 4     | Megan Jendrick    | Vereinigte Staaten | 1:08,07 min |           |
| 5     | Asami Kitagawa    | Japan              | 1:08,23 min |           |
| 6     | Annamay Pierse    | Kanada             | 1:08,27 min |           |
| 7     | Kate Haywood      | Großbritannien     | 1:08,36 min |           |
| 8     | Suzaan van Biljon | Südafrika          | 1:09,56 min |           |

## Finale
| Platz | Name            | Nation             | Zeit        | Anmerkung |
| ----- | --------------- | ------------------ | ----------- | --------- |
| 1     | Leisel Jones    | Australien         | 1:05,17 min | OR        |
| 2     | Rebecca Soni    | Vereinigte Staaten | 1:06,73 min |           |
| 3     | Mirna Jukić     | Österreich         | 1:07,34 min |           |
| 4     | Julija Jefimowa | Russland           | 1:07,43 min |           |
| 5     | Megan Jendrick  | Vereinigte Staaten | 1:07,62 min |           |
| 6     | Tarnee White    | Australien         | 1:07,63 min |           |
| 7     | Sun Ye          | China              | 1:08,08 min |           |
| 8     | Asami Kitagawa  | Japan              | 1:08,43 min |           |